# Курьинка
Курьинка — деревня Ирбитского муниципального образования Свердловской области, Россия.

## Географическое положение
Деревня Курьинка «Ирбитского муниципального образования» расположена в 18 километрах (по автотрассе в 26 километрах) к северу-северо-западу от города Ирбит, на левом берегу реки Ница. В окрестностях деревни расположено озёро-старица Курья.

## Население
| 2002 | 2010 | 2021 |
| ---- | ---- | ---- |
| 35   | ↘25  | ↘18  |